# 石投げ甚句
「石投げ甚句」、「石投甚句」（いしなげじんく）は、宮城県南部の亘理郡や伊具郡などで、おもに漁師の宴席で歌われる民謡で、いわゆる「浜甚句」の一種。元々は、舟唄で、石を投げるような所作をしながら歌ったためこの名になったとも言われる。「笠浜甚句」ないし「帆走り甚句」とも呼び、類似した、同系の別の曲として「遠島（としま）甚句」という曲も存在する。また、後には趣向の一部が「新相馬節」にも取り込まれた。

## 代表的歌詞
次に示すのは、赤坂小梅の歌唱によるもの。歌詞・楽曲とも「宮城県民謡」とされており、パブリック・ドメインにあるものと思われる。

船は出て行く　朝日は昇る（ハットセ）
かもめ飛び立つ　アノ　にぎやかさ
（ハットセ　ハットセ）
さぁさやっこらさと　出て行く船は
どこの港に　着いたやら
朝の出掛けの　艪櫂の音で
磯の千鳥も　目を覚ます
さぁさ歌えや　石投甚句
いつも大漁が　続く様（よ）に
お前来るかと　浜まで出たが
浜は松風　音ばかり
さぁさかっぽり出せ　五尺の袖を
ここで振らねで　どこで振る
唄の掛合い　するではないか
唄でご返事　貰いたい
浜はよい処（とこ）　一度はござれ
魚食（か）食せ　面倒みる
歌は袂に　山ほどあるが
心初心で　歌われる

### やや短縮された歌詞
上記の歌詞の前半だけを取り上げ、短縮された歌詞の例。

船は出て行く　朝日は昇る（ハアートセ）
かもめ飛び立つ　アノ　賑やかさ
（ハアートセ　ハアートセ）
サアーサ やっこらさと　出て行く舟は（ハアートセ）
どこの港に　アノ着いてやら（ハアートセ　ハアートセ）
朝の出がけの　ろかいの音で（ハアートセ）
磯の千鳥が　アノ目をさます（ハアートセ　ハアートセ）
サアーサ唄へや　石投甚句（ハアートセ）
いつも大漁が　アノつづく様に（ハアートセ　ハアートセ）